# Madagascar Fauna Group
Madagascar Fauna Group, afgekort MFG, is een internationale bond van dierentuinen en milieuorganisaties die zich ten doel stellen om Madagaskars fauna te beschermen. De organisatie werkt hierbij samen met het Ministerie van water, bossen en milieu.

## Geschiedenis
Tijdens een bijeenkomst op St. Catherines Island in Georgia, Verenigde Staten kwamen in 1987 vertegenwoordigers van Madagaskars regering en diverse milieuorganisaties bijeen om het probleem van Madagaskars bedreigde diersoorten en hun leefgebied te bespreken. De bijeenkomst was georganiseerd door de Wildlife Conservation Society en leden van de International Union for Conservation of Nature and Natural Resources (IUCN). Bij het overleg waren onder andere vertegenwoordigers van de Durrell Wildlife Conservation Trust, diverse dierentuinen en het Duke Lemur Center van de Duke University in Durham (North Carolina) aanwezig.
Het resultaat van de bijeenkomst was de oprichting van Madagascar Fauna Group met de volgende doelstellingen:
1. Het beschikbaar stellen van training en begeleiding in het Zoölogisch park van Ivoloina, met behulp van educatieve programma's en begeleiding bij het behandelen van veeziektes;
2. Bescherming van nationale parken en reservaten, met name het Betamponareservaat, waar de organisatie vari's heeft uitgezet;
3. Het promoten en sponsoren van veldwerk met betrekking tot de flora, fauna en leefgebied in Madagaskar;
4. Het beheren van fokprogramma's van endemische diersoorten buiten Madagaskar;
5. Het plannen van doelstellingen betreffende natuurbehoud in samenwerking met Madagascar National Parks;
6. Het informeren van bezoekers van dierentuinen over de hele wereld over het biologisch erfgoed van Madagaskar.

In de loop der jaren heeft Madagascar Fauna Group veel resultaten behaald. Een ervan is de bekende campagne 'Save the Lemur'.